# Acetaldehid
Az acetaldehid vagy etanal (C2H4O vagy CH3CHO) gyúlékony, jellegzetes szagú szerves vegyület.
A természetben az érett gyümölcsökben, a kávéban és a friss kenyérben fordul elő. A növények anyagcseréje során keletkezik.
Ez az anyag okozza a másnaposságot (túlzott) alkoholfogyasztás után.

## Tulajdonságai
Alacsony forráspontú (20 °C) folyadék, tehát már szobahőmérsékleten gáz halmazállapotú. Hígított állapotban almára emlékeztető szagú gáz. Adja az ezüsttükörpróbát és a Fehling-reakciót. Instabil vegyület, leforrasztott üvegben tárolandó (mivel rögtön elpárologna).

## Előállítása
Az acetaldehid többféle módon is előállítható. Laboratóriumi körülmények között etil-alkohol oxidációjával (pl. forró réz(II)-oxiddal) állítható elő.
C2H5OH+CuO → CH3CHO+Cu+H2O
Az iparban a Wacker-eljárást használják. A Wacker-eljárás során az etilént (C2H4) habreaktorban oxidálják acetaldehiddé, a katalizátor palládium(II)-klorid (PdCl2) és réz (I,II)-klorid (CuCl és CuCl2) sósavas oldata. Az etilént a palládium-klorid víz jelenlétében acetaldehiddé oxidálja, miközben maga palládiummá redukálódik. 
C2H4 + H2O + PdCl2 → CH3CHO + Pd + 2HCl
A réz(II)-klorid oxidálja a palládiumot palládium(II)-kloriddá, miközben maga réz(I)-kloriddá redukálódik. 
Pd + 2CuCl2 → PdCl2 + 2 CuCl.
Az etilénnel együtt bevezetett oxigén a réz(I)-kloridot réz(II)-hidroxi-kloriddá (Cu(OH)Cl) oxidálja, ami a sósavval reagálva visszaalakul réz(II)-kloriddá.
Cu(OH)Cl + HCl → CuCl2 + H2O.
Régebben acetilén (HC≡CH) hidratálásával gyártották. A hidratáció kénsavval végezhető el higany(II)-szulfát (HgSO4) katalizátor jelenlétében. 
HC≡CH + H2O → CH3-CHO
Mind az acetilén-hidratálás, mind a Wacker-eljárás során először vinil-alkohol 
(CH2=CH-OH) keletkezik, ami azonban, mint enol, azonnal átrendeződik a megfelelő oxovegyületté, acetaldehiddé. 
CH2=CH-OH → CH3-CHO

## Felhasználása
A vegyiparban az acetaldehid az ecetsav, egyes észterek és más vegyületek gyártásának köztiterméke. 1989-ben, az USA-ban  336 000 tonnát gyártottak belőle.